# منگیستو هایله ماریام
منگیستو هایله ماریام (Mengistu Haile Mariam) (زاده ۲۱ مه ۱۹۳۷) سیاستمدار اتیوپیایی بود که از ۱۹۸۷ تا ۱۹۹۱ ریاست جمهوری دموکراتیک خلق اتیوپی را برعهده داشت.
در جریان اقدامی که با انتقاد فراوان روبرو بود و از آن به عنوان «وحشت سرخ» یاد می‌شد، هزاران نفر از کسانی که مظنون به مخالفت با منگیستو هایله ماریام بودند به قتل رسیده و اجساد آنان در خیابان‌ها انداخته شد. منگیستو هایله ماریام و یارانش متهم به نسل‌کشی، جنایت علیه بشریت، قتل هایله سلاسی، امپراتور پیشین اتیوپی و ابونا تفلووس، اسقف اعظم کلیسای ارتدوکس اتیوپی در دوران مشهور به «وحشت سرخ» هستند.
رژیم نظامی مارکسیست، با رهبری منگیستو هایله ماریام در اتحاد با شوروی، تغییرات انقلابی را آغاز کرد، ولی حتی با وجود عدم کمک از سوی کوبا، توانست بر جنبشهای تجزیه طلب چریکی در اریتره و تیگرای غلبه کند.

## زندگی‌نامه
منگیستو هایله ماریام در سال ۱۹۷۴ در کودتایی شرکت داشت که موجب به قدرت رسیدن گروه «درگ- جونتا» شد. کودتاچیان، امپراتور هایله سلاسی را خلع و در کاخی زندانی کردند. گروه درگ پس از یک رشته جنگ قدرت خونین داخلی در نهایت از سال ۱۹۷۷ تا سال ۱۹۹۱ توسط منگیستو اداره می‌شد. سیاست مورد علاقه منگیستو همان خشونت و کشتار و وحشت بود و ده‌ها هزار اتیوپیایی قربانی این سیاست شدند. حکومت منگیستو مخالفان سیاسی خود را شکنجه می‌کرد و برای سرکوبی شورشیان و افراد غیرنظامی از به کارگیری بمب‌های ناپالم و خوشه‌ای ابایی نداشت.
سرانجام همین فشارها سبب شد تا همه قشرها مردم اعم از مسلمان و مسیحی و با هر گروه و نژادی، با هم متحد شده و زمینه‌های سرنگونی رژیم سوسیالیستی را در اتیوپی فراهم آورند.
در نتیجه قیام همگانی، در تاریخ ۲۱ ماه مه ۱۹۹۱ میلادی، منگیستو هایله ماریام از اتیوپی گریخت و در ۲۴ ماه مه، شهر اسمره و در ۲۵ ماه مه بندر عصب به دست «جبهه آزادی بخش مردم اریتره» افتاد و حکومت ایالتی اریتره تشکیل گردید. هایله ماریام به کشور زیمبابوه گریخت و از آن زمان تاکنون وی در آن کشور به‌سر می‌برد و در نتیجه «جبهه دموکراتیک انقلابی خلق اتیوپی ” قدرت را در دست گرفت و پس از یک دوره “دولت انتقالی» به مدت ۶ سال، یعنی از سال ۱۹۹۱ تا سال ۱۹۹۶، سرانجام، “جمهوری فدرال دموکراتیک” در اتیوپی تأسیس گردید.
در سال ۲۰۰۸ حکم معلق شده حبس ابد برای منگیستو تبدیل به حکم اعدام شد. دیکتاتور پیشین اتیوپی سال ۱۹۹۱ به زیمبابوه تحت حکومت موگابه گریخت و هنوز به رغم محکومیت غیابی در دادگاه اتیوپی به نسل کشی در هراره زیمبابوه دوران تبعید را سپری می‌کند.